# Carlos Nai Foino
Carlos Enrique Nai Foino (1918 – 19 août 1989) est un arbitre argentin de football. Il connaît une expérience très difficile en 1949, en championnat argentin (il reçoit une claque de la part d’un joueur). Il est arbitre international dès 1959.

## Carrière
Il officie dans une compétition majeure : 
- Coupe intercontinentale 1961 (match retour)